# 門脇大祐
門脇 大祐（かどわき だいすけ、1985年 - ）は、日本の小説家。兵庫県多可町出身。

## 経歴
近畿大学文芸学部卒、法政大学大学院人文科学研究科修了。2012年に第44回新潮新人賞を「黙って喰え」で受賞。大学院で客員教授の絲山秋子に小説を書く課題を出されたことが執筆のきっかけとなった。

## 作品リスト

### 雑誌掲載
- 黙って喰え（『新潮』2012年11月号）
- 蛸の夢（『新潮』2013年7月号）
- あのひと、ネジのひと（『文學界』2014年5月）
- 台風が過ぎたら（『新潮』2015年11月）
- 堤の弟（『新潮』2016年5月号）